# Fozzy Whittaker
(en) Statistiques sur pro-football-reference
Foswhitt Jer'ald « Fozzy » Whittaker Jr., né le 2 février 1989 à Pearland, au Texas, est un joueur professionnel de football américain évoluant aux postes de running back et kick returner. Il est actuellement agent libre, son dernier club en National Football League étant les Panthers de la Caroline. Il joue également pour les Chargers de San Diego et les Browns de Cleveland.
Aucun club ne le sélectionne lors de la draft 2012 de la NFL. Plus tard dans la saison il est signé par les Cardinals de l'Arizona.
Il joue au football universitaire pour les Longhorns de l'université du Texas à Austin.

## Jeunesse
Whittaker fréquente la Pearland High School à Pearland, au Texas et y joue au football américain sous les ordres de l'entraîneur principal Tony Heath. Pendant son séjour il participe au East Meets West All-American Game, en 2007. Il termine sa carrière à l'école secondaire comme sixième coureur de tous les temps dans l'histoire du Texas avec 5 717 yards, qui vont de pair avec 51 touchdowns en carrière, en trois saisons.

## Carrière universitaire
Whittaker joue au football américain universitaire pour les Longhorns de l'université du Texas de 2008 à 2011.

### Saison 2007
Whittaker décide de prendre le statut de redshirt durant la saison 2007 et ne participe à aucun match des Longhorns.

### Saison 2008
Au cours de la saison 2008, sa saison freshman, il participe à sept matchs, au poste de running back. Il en manque six à cause d'une blessure au genou. En fin de saison, les Longhorns participent au Fiesta Bowl, qu'ils remportent 24-21, contre les Buckeyes de l'université d'État de l'Ohio. Au cours du match, Whittaker réalise 6 courses. gagnant un total de 23 yards, sans cependant marquer de touchdown.
Il termine l'année avec 64 courses pour 284 yards auxquels il faut ajouter dix réceptions pour un gain de 51 yards.

### Saison 2009
Lors de la saison 2009, son année sophomore, Whittaker participe à 11 matchs. Le match d'ouverture de la saison, une victoire 64-7 contre les Miners de l'université du Texas à El Paso, le voit effectuer quatre courses pour un total de 38 yards et inscrire le premier touchdown de sa carrière, à la suite d'une course de 13 yards, au début du quatrième quart-temps. Le 17 octobre, lors d'une victoire 16-13 contre les Sooners de l'université de l'Oklahoma, il enregistre 18 courses pour 71 yards, tous deux des records de la saison.
Le 5 décembre les Longhorns jouent le titre de la conférence Big 12, qu'ils remportent 13-12, contre les Cornhuskers de l'université du Nebraska. Au cours du match, Whittaker ne tente qu'une seule course, sans gagner de yards. Un mois plus tard, le 7 janvier 2010, le Texas perd le championnat national contre le Crimson Tide de l'université de l'Alabama. Comme lors du match précédent, Whittaker n'effectue qu'une seule course, gagnant, cette fois-ci, 5 yards.
Il termine l'année avec 53 courses tentées, pour un gain de 212 yards et quatre touchdowns marqués. Il effectue également 13 réceptions pour 51 yards.

### Saison 2010
Whittaker dispute 11 matchs pour les Longhorns durant la saison 2010, son année junior. Il marque son premier touchdown de la saison lors de deuxième semaine, une victoire 34-7, contre les Cowboys de l'université du Wyoming, à la suite d'une course de 39 yards à la fin du deuxième quart-temps. Il inscrit son second, et dernier touchdown de l'année lors du match suivant, une victoire 24-14 contre les Red Raiders de l'université Texas Tech. Lors des matchs des semaines 8 et 10, respectivement contre les Bears de l'université Baylor et les Cowboys de l'université d'État de l'Oklahoma, il a à chaque fois une passe réussie pour des gains de 26 et 14 yards,.
À la fin de la saison, Whittaker a un total de 80 courses pour 351 yards er deux touchdowns ainsi que 34 réceptions pour 217 yards.

### Saison 2011
Lors du premier match de la saison, une victoire 34-9 contre les Owls de l'université Rice, Whittaker inscrit un touchdown à la suite d'une course de sept yards au début du quatrième quart-temps et en ajoute un autre sur réception d'une passe de 26 yards du quarterback Garrett Gilbert (en). Il a deux autres matchs avec deux touchdowns, le premier contre les Bruins de l'université de Californie à Los Angeles en troisième semaine et le second contre les Red Raiders en semaine 8. Le 8 octobre, contre les Sooners de l'Oklahoma, il retourne un kickoff sur 100 yards pour un touchdown. Il répète son exploit la semaine suivante, contre les Cowboys d'Oklahoma State.
Au total, sur la saison 2011, Whittaker accumule 66 courses pour 386 yards et six touchdowns, seize réceptions pour 145 yards et un touchdown et dix retours de kickoff pour 424 yards et deux touchdowns.

### Statistiques NCAA
| Année          | Équipe             | Statut         | MJ |     | Courses | Courses | Courses | Courses |       | Passes réceptionnées | Passes réceptionnées | Passes réceptionnées | Passes réceptionnées |
| Année          | Équipe             | Statut         | MJ | Nb. | Yards   | Moy.    | TD      | Nb.     | Yards | Moy.                 | TD                   |                      |                      |
| 2008           | Longhorns du Texas | Fr             | 7  | 64  | 284     | 4,4     | 0       | 10      | 51    | 5,1                  | 0                    |                      |                      |
| 2009           | Longhorns du Texas | SO             | 11 | 53  | 212     | 4,0     | 4       | 13      | 51    | 3,9                  | 0                    |                      |                      |
| 2010           | Longhorns du Texas | JR             | 11 | 80  | 351     | 4,4     | 2       | 34      | 217   | 6,4                  | 0                    |                      |                      |
| 2011           | Longhorns du Texas | SR             | 9  | 66  | 386     | 5,8     | 6       | 16      | 145   | 9,1                  | 1                    |                      |                      |
| Totaux en NCAA | Totaux en NCAA     | Totaux en NCAA | 38 | 263 | 1 233   | 4,7     | 12      | 73      | 464   | 6,3                  | 1                    |                      |                      |

## Carrière professionnelle
Whittaker participe au NFL Scouting Combine à Indianapolis, mais fait uniquement le sprint de 40 yards et le développé-couché.
| Taille | Poids   | Bras   | Main   | Sprint   | Sprint   | Sprint   | Shuttle 20 yards | 3 cones drill | Détente   | Détente     | Développé couché | Test Wonderlic |
| Taille | Poids   | Bras   | Main   | 40 yards | 10 yards | 20 yards | Shuttle 20 yards | 3 cones drill | verticale | horizontale | Développé couché | Test Wonderlic |
| 1,75 m | 87,5 kg | 0,78 m | 0,23 m | 4,49 s   | -        | -        | -                | -             | -         | -           | 20 rep           | -              |

Aucune équipe NFL ne sélectionne Whittaker lors de la draft 2012 de la NFL.

### Cardinals de l'Arizona
Le 18 décembre 2012, Whittaker signe avec les Cardinals de l'Arizona pour rejoindre leur équipe d'entraînement. Il est libéré le 11 mars 2013.

### Chargers de San Diego
Le 12 mars 2013, les Chargers de San Diego réclament Whittaker. Il fait ses débuts en NFL le 9 septembre 2013 contre les Texans de Houston. Il joue en tout trois matchs avec les Chargers au cours de la saison 2013. Le 28 septembre, il est libéré.

### Browns de Cleveland
Le 30 septembre 2013, les Browns de Cleveland signent Whittaker. Le 27 octobre, contre les Chiefs de Kansas City, il marque son premier touchdown professionnel. Il en marque un autre, lors de la semaine 17, contre les Steelers de Pittsburgh. Avec les Chargers et les Browns, au cours de la saison 2013, il a 28 courses pour un gain de 79 yards ainsi que 21 réceptions pour 155 yards et deux touchdowns de réception. Il joue également en équipes spéciales où il accumule 29 retours de kickoffs pour un total de 638 yards gagnés.
Le 12 mai 2014, Whittaker est libéré par les Browns.

### Panthers de la Caroline

#### Saison 2014
Le 27 juillet 2014, Whittaker est signé par les Panthers de la Caroline, après une blessure subie la veille par le rookie des Panthers, le running back Tyler Gaffney. Après une bonne pré-saison, il fait partie de la liste initiale de 53 joueurs, annoncée le 30 août. Au cours de la saison régulière 2014, il termine avec 32 courses pour 145 yards et un touchdown qui vont de pair avec cinq réceptions pour 60 yards et un touchdown.
Le 3 janvier 2015, en ronde éliminatoire des wild cards, Whittaker marque un touchdown de réception crucial de 39 yards au troisième quart-temps contre les Cardinals de l'Arizona, aidant les Panthers à remporter une victoire de 27-16 qui leur permet de se qualifier pour la ronde éliminatoire de division, où la saison des Panthers se termine par une défaite de 31-17 contre les Seahawks de Seattle.

#### Saison 2015
Lors de sa deuxième année avec l'équipe, Whittaker réussit 108 yards à la course et un touchdown, alors que les Panthers terminent la saison avec un bilan de franchise de 15 victoires pour une défaite.
Au cours de leurs deux premiers matchs des séries éliminatoires, ils battent les Seahawks de Seattle et les Cardinals de l'Arizona.
Le 7 février 2016, Whittaker fait partie de l'équipe des Panthers qui participe au Super Bowl 50. Pendant le match, Whittaker a quatre courses pour 26 yards, une réception pour 14 yards et deux tackles dans les équipes spéciales, mais les Panthers perdent contre les Broncos de Denver sur le score de 24-10.

#### Saison 2016
Au cours de la saison 2016, Whittaker dispute les 16 matchs de la saison régulière. Il enregistre 57 courses pour 265 yards et 25 réceptions pour 226 yards.
Le 18 septembre 2016, Whittaker court sur 100 yards pour 16 courses contre les 49ers de San Francisco lorsque Jonathan Stewart, le running back titulaire, doit quitter le terrain au premier quart-temps avec une blessure à l'ischio-jambier. Le 2 octobre, il attrape neuf passes pour 86 yards contre les Falcons d'Atlanta.

#### Saison 2017
Le 8 mars 2017, Whittaker signe une prolongation de contrat de deux ans, d'une valeur de 2 500 000 dollars,. Au cours de la saison régulière 2017, participe à douze matchs et termine avec sept courses pour dix-huit yards ainsi que cinq réceptions pour 47 yards et un touchdown.
Il dispute le match de série éliminatoire des Panthers, une défaite 31-26 contre les Saints de La Nouvelle-Orléans, et a une seule course pour un gain de trois yards.

#### Saison 2018
Le 10 mai 2018, Whittaker subit une déchirure du ligament croisé antérieur lors d'un exercice sans contact pendant la saison morte. Par conséquent, il est placé en réserve pour blessure et perd toute la saison 2018.

#### Saison 2019
Bien qu'il se soit entraîné avec les Saints et les Giants de New York, aucune équipe ne le signe pour la saison 2019.

## Statistiques NFL

### Saison régulière
| Année                    | Équipe                   | MJ                       |     | Courses | Courses | Courses | Courses |       | Passes réceptionnées | Passes réceptionnées | Passes réceptionnées | Passes réceptionnées |
| Année                    | Équipe                   | MJ                       | Nb. | Yards   | Moy.    | TD      | Nb.     | Yards | Moy.                 | TD                   |                      |                      |
| 2013                     | Browns de Cleveland      | 11                       | 28  | 79      | 2,8     | 0       | 21      | 155   | 7,4                  | 2                    |                      |                      |
| 2013                     | Chargers de San Diego    | 3                        | 0   | 0       | 0,0     | 0       | 0       | 0     | 0,0                  | 0                    |                      |                      |
| 2014                     | Panthers de la Caroline  | 10                       | 32  | 145     | 4,5     | 1       | 5       | 60    | 12,0                 | 1                    |                      |                      |
| 2015                     | Panthers de la Caroline  | 15                       | 25  | 108     | 4,3     | 1       | 12      | 64    | 5,3                  | 0                    |                      |                      |
| 2016                     | Panthers de la Caroline  | 16                       | 57  | 265     | 4,6     | 0       | 25      | 226   | 9,0                  | 0                    |                      |                      |
| 2017                     | Panthers de la Caroline  | 12                       | 7   | 18      | 2,6     | 0       | 5       | 47    | 9,4                  | 1                    |                      |                      |
| Totaux chez les Browns   | Totaux chez les Browns   | Totaux chez les Browns   | 28  | 79      | 2,8     | 0       | 21      | 155   | 7,4                  | 2                    |                      |                      |
| Totaux chez les Chargers | Totaux chez les Chargers | Totaux chez les Chargers | 0   | 0       | 0,0     | 0       | 0       | 0     | 0,0                  | 0                    |                      |                      |
| Totaux chez les Panthers | Totaux chez les Panthers | Totaux chez les Panthers | 121 | 536     | 4,4     | 2       | 47      | 397   | 8,4                  | 2                    |                      |                      |
| Totaux en NFL            | Totaux en NFL            | Totaux en NFL            | 149 | 615     | 4,1     | 2       | 68      | 552   | 8,1                  | 4                    |                      |                      |

### Séries éliminatoires
| Année         | Équipe                  | MJ            |     | Courses | Courses | Courses | Courses |       | Passes réceptionnées | Passes réceptionnées | Passes réceptionnées | Passes réceptionnées |
| Année         | Équipe                  | MJ            | Nb. | Yards   | Moy.    | TD      | Nb.     | Yards | Moy.                 | TD                   |                      |                      |
| 2014          | Panthers de la Caroline | 2             | 2   | 5       | 2,5     | 0       | 1       | 39    | 39,0                 | 1                    |                      |                      |
| 2015          | Panthers de la Caroline | 2             | 6   | 24      | 4,0     | 0       | 1       | 14    | 14,0                 | 0                    |                      |                      |
| 2017          | Panthers de la Caroline | 1             | 1   | 3       | 3,0     | 0       | 0       | 0     | 0,0                  | 0                    |                      |                      |
| Totaux en NFL | Totaux en NFL           | Totaux en NFL | 9   | 32      | 3,6     | 0       | 2       | 53    | 26,5                 | 1                    |                      |                      |